# Сборная Японии по хоккею с мячом

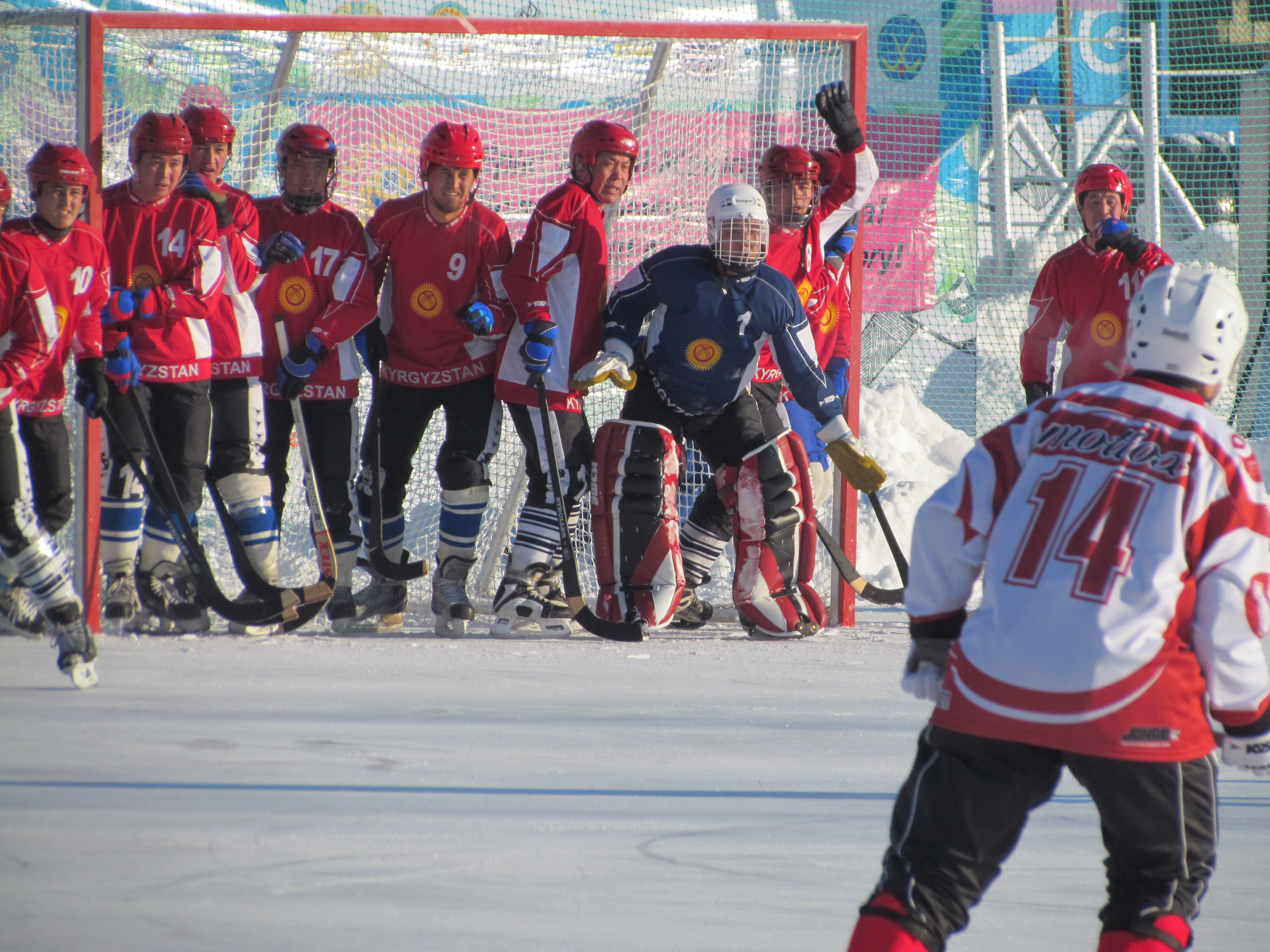
Чемпионат мира 2012. Япония — Кыргызстан.

Сборная Японии по хоккею с мячом — представляет Японию на международных соревнованиях по хоккею с мячом.

## История
Японская Федерация хоккея с мячом вступила в Федерацию международного бенди 3 февраля 2012 года.
Сборная ежегодно участвует в чемпионатах мира с 2012 года.
В 2012 году приняла участие в во вновь образованной группе С, где заняла второе место в группе и 13-е в чемпионате с результатом в 2 победы (обе — над другим дебютантом, сборной Киргизии) и 1 ничью.
На следующий год японские хоккеисты обыграли лишь новых дебютантов чемпионата мира украинцев и снова оказались на 13-м месте. На своём третьем по счёту чемпионате мира в 2014 году азиатские хоккеисты заняли первое место во 2-й подгруппе группы В и очень удачно сыграли с командами 1-й подгруппы. Они заняли общее 12-е место.
Это достижение ими было повторно достигнуто в Швеции на мировом чемпионате 2017 года.
На чемпионате мира 2018 года японцы дошли до финала в дивизионе Б, где уступили голландцам и заняли общее 10-е место. Это пока их лучший результат.
В 2019 году сборная заняла четвёртое место в дивизионе Б, проиграв в матче за бронзу Венгрии.

### Чемпионат мира
- 2012 – 13-е место  (2-е в группе C)
- 2013 – 13-е место  (7-е в Дивизионе B)
- 2014 – 12-е место  (4-е в Дивизионе B)
- 2015 – 14-е место  (6-е в Дивизионе B)
- 2016 – 13-е место  (5-е в Дивизионе B)
- 2017 – 12-е место  (4-е в Дивизионе B)
- 2018 – 10-е место  (2-е в Дивизионе B)
- 2019 – 12-е место  (4-е в Дивизионе B)
- 2020 – 15-е место  (7-е в Дивизионе B)